# Co stalo se stalo
Co stalo se stalo je deváté studiové album Hany Zagorové nahrané v Studio Mozarteum. Album vyšlo roku 1984. Hudební aranžmá vytvořil Karel Vágner se svým orchestrem.

## Seznam skladeb
Strana A:
1. Křižovatka 6 (Jiří Zmožek / Vladimír Čort) 03:46
2. Dneska už to vím (Karel Vágner / Hana Zagorová) 03:29
3. Co ti brání v pousmání (Jindřich Parma / Pavel Žák) 04:05
4. Skála (Bohuslav Ondráček / Pavel Žák) 04:25
5. Co stalo se, stalo (Jiří Zmožek / Jiřina Fikejzová) 03:34
6. Stvořená k lásce (Jan Rotter / Pavel Vrba) 03:52

Strana B:
1. Zvonková pouť (Jindřich Parma / Zdeněk Borovec) 03:18
2. Maják (To Love) (Randy Goodrum / Hana Zagorová) 03:25
3. Čas celou noc (Vítězslav Hádl / Zdeněk Rytíř) 03:13
4. Ztracená (Pavel Vaculík / Miroslav Černý) 03:36
5. Řekni třikrát lásko (Jaromír Klempíř / Jaroslav Šprongl) 03:07
6. Už dlouho se mi zdáš (Vítězslav Hádl / Pavel Žák) 03:23
7. Všichni jsme stejní (Karel Vágner / Miroslav Černý) 03:14